# Piccole Isole della Sonda

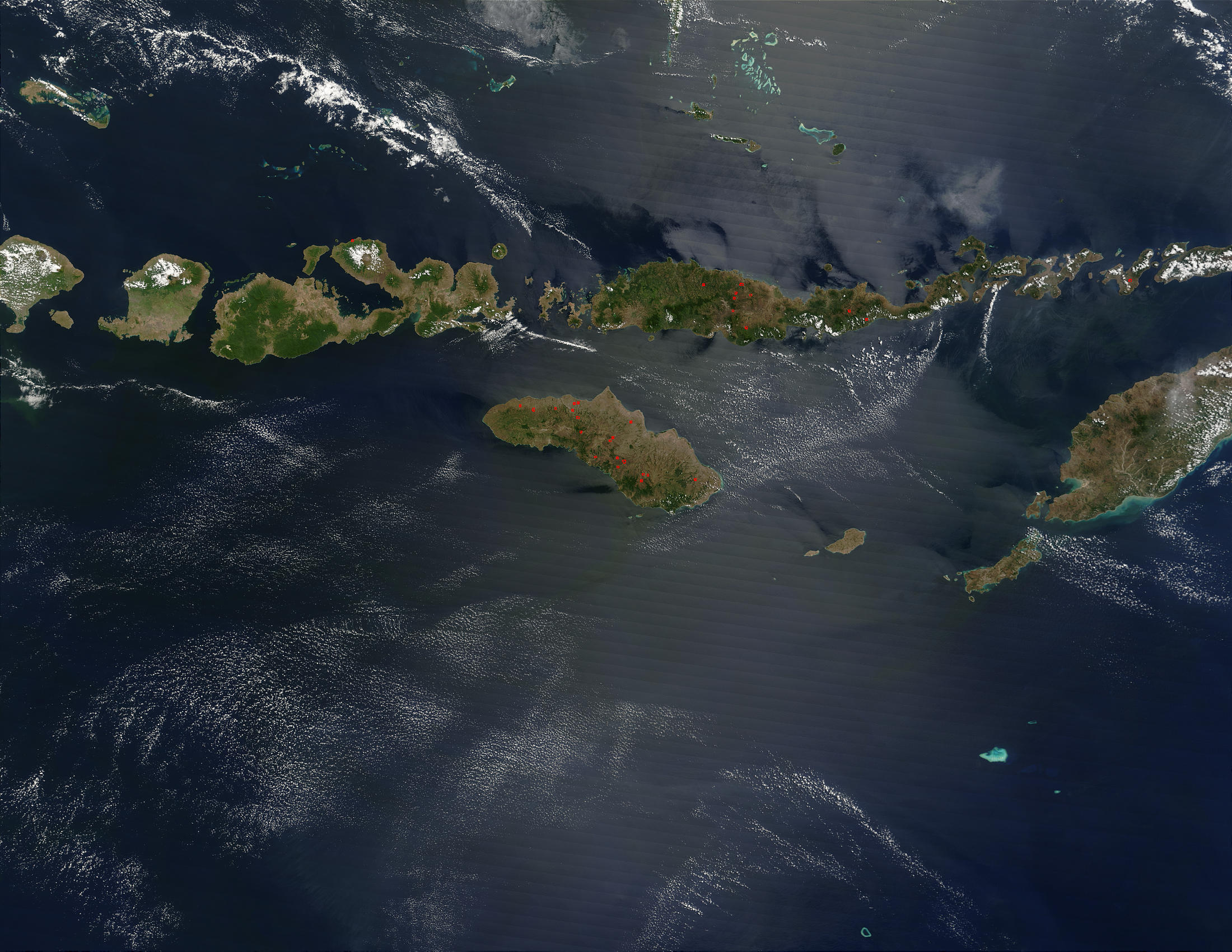
Foto dal satellite delle Piccole Isole della Sonda

Piccole Isole della Sonda (in indonesiano Kepulauan Nusa Tenggara) è un arcipelago che, insieme con le Grandi Isole della Sonda, costituisce l'arcipelago delle Isole della Sonda, a sua volta parte dell'arcipelago malese.
Le piccole isole della Sonda sono, da ovest a est: Bali, Lombok, Sumbawa, Flores, Sumba, Savu, isola Roti, Timor, Atauro, arcipelago di Alor, isole Barat Daya e le isole Tanimbar.

## Geografia
L'arcipelago delle Piccole Isole della Sonda è costituito da sei isole principali e da un gran numero di isole minori tutte situate a est dell'isola di Giava. La superficie complessiva è pari a circa 87.700 km² sulla quale si distribuisce una popolazione di circa 12 milioni di abitanti. Si allineano a est di Giava (da ovest verso est) le isole di Bali, Lombok, Sumbawa, Flores, l'arcipelago di Solor e quello di Alor e l'isola di Atauro. A sud di queste Sumba, le isole Savu e l'arcipelago di Timor con Roti e Timor costituiscono la parte occidentale dell'arco esterno delle isole, e originano da fenomeni di subduzione.
Fatta eccezione per la parte orientale dell'isola di Timor, che, insieme con l'enclave di Oecusse e le isole di Atauro e Jaco costituisce uno Stato indipendente (Timor Est), l'arcipelago appartiene all'Indonesia e più precisamente è suddiviso nelle province di Bali, Nusa Tenggara Occidentale e Nusa Tenggara Orientale. Tra l'isola di Bali e quella di Lombok passa la cosiddetta linea di Wallace, il confine geologico tra Australia e Asia. L'isola di Komodo dà il nome al drago di Komodo, la più grande specie di lucertola del mondo. Sull'isola di Flores sono stati ritrovati resti fossili di ominidi di piccole dimensioni chiamati Homo floresiensis.
Le Piccole Isole della Sonda sono, per la gran parte, di origine vulcanica; in una zona di subduzione la parte nord-occidentale della placca australiana si insinua sotto la placca eurasiatica provocando, tra l'altro, l'innalzamento della catena montuosa centrale che attraversa longitudinalmente l'isola di Timor. Le isole dell'arcipelago sono prevalentemente montuose: l'elevazione massima è il monte Rinjani sull'isola di Lombok, che raggiunge i 3.726 m s.l.m. Le coltivazioni prevalenti sono il riso e il caffè, le risorse naturali sono petrolio, ferro, manganese e rame.